# Paracalliactis azorica
Paracalliactis azorica is een zeeanemonensoort uit de familie Hormathiidae.
Paracalliactis azorica is voor het eerst wetenschappelijk beschreven door Doumenc in 1975.